# Sannō Park Tower
La Sannō Park Tower (山王パークタワー?, Sannō Pāku Tawā) è un grattacielo situato a Nagatachō, Chiyoda, Tokyo, in Giappone. Completato nel 2000, con i suoi 194 m è il 28º edificio più alto della capitale giapponese e il 43º più alto del Giappone.

## Uso e caratteristiche
Situato in prossimità della stazione di Tameike-Sannō, l'edificio è facilmente raggiungibile dal quartiere di Akasaka. Alla sua destra sorgono il Kantei, il Palazzo della Dieta Nazionale e gli uffici dei membri del Parlamento, alla sua sinistra l'Hotel Tokyu e alle sue spalle il santuario di Hie.
L'edificio è il quartiere generale della compagnia telefonica NTT docomo, ma ospita anche gli uffici di altre diverse compagnie internazionali quali Cushman & Wakefield, Deutsche Bank Group, DuPont, Philip Morris e Estée Lauder Companies. Fino al 2016 l'edificio ospitava anche l'Agenzia dei consumatori, prima che questa si trasferisse al Chūō Gōdō Chōsha Daiyon-gōkan a Kasumigaseki.
Gli uffici della filiale giapponese della Swiss International Air Lines sono situati nella Sannō Park Tower Annex. La struttura inoltre offre servizi quali un albergo a cinque stelle, residence, ristoranti e cliniche, mentre al 27º piano si trova una terrazza panoramica.